# T. Rex/Diskografie
Diese Diskografie ist eine Übersicht über die musikalischen Werke der britischen Band T. Rex. Den Schallplattenauszeichnungen zufolge hat sie bisher mehr als 3,6 Millionen Tonträger verkauft. Ihre erfolgreichste Veröffentlichung ist die Single Get It On mit über 660.000 verkauften Einheiten.

## Alben

### Studioalben
| Jahr | Titel                                                                                             | Höchstplatzierung, Gesamtwochen/‑monate, AuszeichnungChartplatzierungen (Jahr, Titel, Platzierungen, Wochen/Monate, Auszeichnungen, Anmerkungen) | Höchstplatzierung, Gesamtwochen/‑monate, AuszeichnungChartplatzierungen (Jahr, Titel, Platzierungen, Wochen/Monate, Auszeichnungen, Anmerkungen) | Höchstplatzierung, Gesamtwochen/‑monate, AuszeichnungChartplatzierungen (Jahr, Titel, Platzierungen, Wochen/Monate, Auszeichnungen, Anmerkungen) | Höchstplatzierung, Gesamtwochen/‑monate, AuszeichnungChartplatzierungen (Jahr, Titel, Platzierungen, Wochen/Monate, Auszeichnungen, Anmerkungen) | Höchstplatzierung, Gesamtwochen/‑monate, AuszeichnungChartplatzierungen (Jahr, Titel, Platzierungen, Wochen/Monate, Auszeichnungen, Anmerkungen) | Anmerkungen                                                              |
| Jahr | Titel                                                                                             | DE | AT | CH | UK | US | Anmerkungen                                                              |
| ---- | ------------------------------------------------------------------------------------------------- | --- | --- | --- | --- | --- | ------------------------------------------------------------------------ |
| 1968 | My People Were Fair and Had Skyin Their Hair but Now They’re Content to Wear Stars on Their Brows | — | — | — | UK15 (9 Wo.)UK | — | Erstveröffentlichung: 5. Juli 1968 als Tyrannosaurus Rex                 |
| 1968 | Prophets Seers & Sages: The Angels of the Ages                                                    | — | — | — | — | — | Erstveröffentlichung: 14. Oktober 1968 als Tyrannosaurus Rex             |
| 1969 | Unicorn                                                                                           | — | — | — | UK10 (3 Wo.)UK | — | Erstveröffentlichung: 16. Mai 1969 als Tyrannosaurus Rex                 |
| 1970 | A Beard of Stars                                                                                  | — | — | — | UK21 (6 Wo.)UK | — | Erstveröffentlichung: 13. März 1970 als Tyrannosaurus Rex                |
| 1970 | T. Rex                                                                                            | — | — | — | UK7 (23 Wo.)UK | US188 (5 Wo.)US | Erstveröffentlichung: 18. Dezember 1970                                  |
| 1971 | Electric Warrior                                                                                  | DE14 (10 Wo.)DE | — | — | UK1 Gold · (45 Wo.)UK | US32 Gold · (34 Wo.)US | Erstveröffentlichung: 24. September 1971 Platz 160 der Rolling-Stone-500 |
| 1972 | The Slider                                                                                        | DE7 (9 Mt.)DE | — | — | UK4 (18 Wo.)UK | US17 (24 Wo.)US | Erstveröffentlichung: 21. Juli 1972                                      |
| 1973 | Tanx                                                                                              | DE3 (7 Mt.)DE | — | — | UK4 (12 Wo.)UK | US102 (10 Wo.)US | Erstveröffentlichung: 28. Januar 1973                                    |
| 1974 | Zinc Alloy and the Hidden Riders of Tomorrow – A Creamed Cage in August                           | — | — | — | UK12 (3 Wo.)UK | — | Erstveröffentlichung: 1. Februar 1974                                    |
| 1974 | Light of Love                                                                                     | — | — | — | — | — | Erstveröffentlichung: 27. August 1974                                    |
| 1975 | Bolan’s Zip Gun                                                                                   | — | — | — | — | — | Erstveröffentlichung: 17. Februar 1975                                   |
| 1976 | Futuristic Dragon                                                                                 | — | — | — | UK50 (1 Wo.)UK | — | Erstveröffentlichung: 30. Januar 1976                                    |
| 1977 | Dandy in the Underworld                                                                           | — | — | — | UK26 (3 Wo.)UK | — | Erstveröffentlichung: 11. März 1977                                      |

grau schraffiert: keine Chartdaten aus diesem Jahr verfügbar

### Livealben
| Jahr | Titel      | Höchstplatzierung, Gesamtwochen, AuszeichnungChartplatzierungen (Jahr, Titel, Platzierungen, Wochen, Auszeichnungen, Anmerkungen) | Höchstplatzierung, Gesamtwochen, AuszeichnungChartplatzierungen (Jahr, Titel, Platzierungen, Wochen, Auszeichnungen, Anmerkungen) | Höchstplatzierung, Gesamtwochen, AuszeichnungChartplatzierungen (Jahr, Titel, Platzierungen, Wochen, Auszeichnungen, Anmerkungen) | Höchstplatzierung, Gesamtwochen, AuszeichnungChartplatzierungen (Jahr, Titel, Platzierungen, Wochen, Auszeichnungen, Anmerkungen) | Höchstplatzierung, Gesamtwochen, AuszeichnungChartplatzierungen (Jahr, Titel, Platzierungen, Wochen, Auszeichnungen, Anmerkungen) | Anmerkungen |
| Jahr | Titel      | DE | AT | CH | UK | US | Anmerkungen |
| ---- | ---------- | --- | --- | --- | --- | --- | ----------- |
| 1981 | In Concert | — | — | — | UK35 (6 Wo.)UK | — |             |

grau schraffiert: keine Chartdaten aus diesem Jahr verfügbar
Weitere Livealben
- 1993: BBC Radio 1 Live in Concert (als Tyrannosaurus Rex)
- 1997: Live 1977 (Marc Bolan & T. Rex, 2 CDs)
- 1998: Midnight Court at the Lyceum (als Tyrannosaurus Rex, 2 CDs)
- 2000: There Was a Time (als Tyrannosaurus Rex)
- 2001: Live at the Boston Glitterdome 1972 (Marc Bolan & T. Rex)
- 2007: Live at Wembley 1972

### Kompilationen
| Jahr | Titel                                                               | Höchstplatzierung, Gesamtwochen/‑monate, AuszeichnungChartplatzierungen (Jahr, Titel, Platzierungen, Wochen/Monate, Auszeichnungen, Anmerkungen) | Höchstplatzierung, Gesamtwochen/‑monate, AuszeichnungChartplatzierungen (Jahr, Titel, Platzierungen, Wochen/Monate, Auszeichnungen, Anmerkungen) | Höchstplatzierung, Gesamtwochen/‑monate, AuszeichnungChartplatzierungen (Jahr, Titel, Platzierungen, Wochen/Monate, Auszeichnungen, Anmerkungen) | Höchstplatzierung, Gesamtwochen/‑monate, AuszeichnungChartplatzierungen (Jahr, Titel, Platzierungen, Wochen/Monate, Auszeichnungen, Anmerkungen) | Höchstplatzierung, Gesamtwochen/‑monate, AuszeichnungChartplatzierungen (Jahr, Titel, Platzierungen, Wochen/Monate, Auszeichnungen, Anmerkungen) | Anmerkungen                                                  |
| Jahr | Titel                                                               | DE | AT | CH | UK | US | Anmerkungen                                                  |
| ---- | ------------------------------------------------------------------- | --- | --- | --- | --- | --- | ------------------------------------------------------------ |
| 1971 | The Best of T. Rex auch bekannt als: Flyback 2 – The Best of T. Rex | DE41 (2 Mt.)DE | — | — | UK21 (8 Wo.)UK | — | Erstveröffentlichung: 24. März 1971                          |
| 1972 | Bolan Boogie                                                        | — | — | — | UK1 (19 Wo.)UK | — | Erstveröffentlichung: 5. Mai 1972                            |
| 1973 | 20th Century Boy                                                    | DE38 (1 Mt.)DE | — | — | — | — |                                                              |
| 1973 | Greatest Hits                                                       | — | — | — | UK32 Silber · (3 Wo.)UK | — |                                                              |
| 1979 | Solid Gold                                                          | — | — | — | UK51 Silber · (3 Wo.)UK | — | Erstveröffentlichung: 20. Juni 1979                          |
| 1985 | Best of the 20th Century Boy                                        | — | — | — | UK5 Gold · (21 Wo.)UK | — | Marc Bolan & T. Rex                                          |
| 1987 | Cosmic Dancer – The Greatest Songs                                  | DE40 (6 Wo.)DE | — | — | — | — | Marc Bolan & T. Rex                                          |
| 1991 | The Ultimate Collection                                             | — | — | — | UK4 Gold · (16 Wo.)UK | — | Marc Bolan & T. Rex                                          |
| 1995 | The Essential Collection                                            | — | — | — | UK18 Gold · (14 Wo.)UK | — | Marc Bolan & T. Rex                                          |
| 2007 | Born to Boogie                                                      | DE89 (2 Wo.)DE | — | — | — | — | Erstveröffentlichung: 21. September 2007 Marc Bolan & T. Rex |
| 2007 | Greatest Hits                                                       | — | — | — | UK15 Silber · (5 Wo.)UK | — | Marc Bolan & T. Rex                                          |
| 2018 | Gold                                                                | — | — | — | UK8 Gold · (11 Wo.)UK | — | Erstveröffentlichung: 7. September 2018                      |
| 2022 | 1972 (50th Anniversary)                                             | — | — | — | UK93 (1 Wo.)UK | — | Erstveröffentlichung: 5. Mai 2022                            |

grau schraffiert: keine Chartdaten aus diesem Jahr verfügbar
Weitere Kompilationen
| - 1972: Ride a White Swan - 1972: The Best of T. Rex Vol. II - 1974: Get It On - 1976: Debora (als Tyrannosaurus Rex) - 1976: Hot Rock Greatest Hits (2 LPs) - 1977: Pop Chronik - 1978: The Greatest Hits Vol. 1 - 1979: A History of T. Rex - 1980: The Unobtainable T. Rex - 1980: The Best of T. Rex - 1982: Across the Airwaves - 1982: Solid Gold – Easy Action , 20 Golden Greats - 1982: Billy Super Duper - 1984: Child of the Revolution 14 Greats (2 LPs) - 1984: Rare Magic - 1985: T. Rextasy: The Best of T. Rex, 1970–1973 - 1985: A Crown of Jewels - 1985: The Main Man - 1986: Greatest Hits Volume One - 1987: The Collection - 1987: History of T.Rex – The Singles Collection 1968–77 – Volume 1 - 1987: Teenage Dream - 1987: Stand by Me (2 LPs) - 1988: Out-Takes (Heavy Versions) - 1989: History of T.Rex – The Singles Collection 1968–77 – Volume 2 - 1989: History of T.Rex – The Singles Collection 1968–77 – Volume 3 - 1991: The Phantastic Collection of Marc Bolan and T-Rex - 1991: The Very Best of Marc Bolan and T-Rex (UK: Platin) - 1991: The Essential Collection (Box mit 3 CDs) - 1991: 20th Century Boy – The Very Best of Marc Bolan & T-Rex 1972–1977 - 1993: The Definitive (als Tyrannosaurus Rex) - 1994: Great Hits – 1972–1977 – The A-Sides and the B-Sides (2 CDs, auch einzeln) - 1994: Messing with the Mystic – Unissued Songs 1972–1977 - 1994: Rabbit Fighter (The Alternate Slider) - 1996: Precious Star (The Alternate Bolan’s Zip Gun) - 1996: A Wizard, a True Star – Marc Bolan & T.Rex 1972–77 (Box mit 3 CDs) - 1996: A BBC History (Tyrannosaurus Rex / T. Rex) - 1995: T.Rex Unchained: Unreleased Recordings Volume 1: 1972 Part 1 | - 1995: T.Rex Unchained: Unreleased Recordings Volume 2: 1972 Part 2 - 1995: T.Rex Unchained: Unreleased Recordings Volume 3: 1973 Part 1 - 1995: T.Rex Unchained: Unreleased Recordings Volume 4: 1973 Part 2 - 1996: T.Rex Unchained: Unreleased Recordings Volume 5: 1974 - 1996: T.Rex Unchained: Unreleased Recordings Volume 6: 1975 - 1996: Electric Warrior Sessions - 1997: T.Rex Unchained: Unreleased Recordings Volume 7 - 1997: T.Rex Unchained: Unreleased Recordings Volume 8 - 1997: The Best of the Unchained Series: Unreleased Recordings - 1997: The Very Best of T-Rex / Hits! The Very Best of T. Rex (UK: Platin) - 1997: Spaceball - 1997: Extended Play (EP) - 1997: Dazzling Raiment (The Alternate Futuristic Dragon) - 1997: Stars & Cars in the Ballroom of Mars - 1997: The Best of ’72–’77 (2 CDs) - 1998: The Best of ’72–’77 – Volume Two (2 CDs) - 1998: Prince of Players (The Alternate Dandy in the Underworld) - 1998: The Marc Shows (Marc Bolan & T. Rex) - 1999: The Alternate Takes of Classical Hits - 1999: Solid Gold – The Best of T. Rex - 1999: The Alternative Takes of Marc Bolan & T. Rex - 1999: Millenium Collection (2 CDs) - 2000: Get It On - 2000: Cosmic Dancer - 2001: Definitive Collection - 2001: Born to Boogie – The Collection - 2001: Rocks! - 2002: 20th Century Boy: The Ultimate Collection - 2002: The Essential Collection - 2002: The T-Rex Wax Co. Singles A’s and B’s 1972–77 - 2002: The Slider Recordings - 2002: The Singles As & Bs (2 CDs) - 2003: Work in Progress - 2003: For the Lion and the Unicorn in the Oak Forests of Faun (als Tyrannosaurus Rex, 2 CDs, limitiert) - 2005: Children of the Revolution (An Introduction to Marc Bolan) (2 CDs, UK: Gold) - 2006: The Final Cuts - 2007: Bolan at the Beeb (Tyrannosaurus Rex / T. Rex, 3 CDs) - 2011: Get It On – The Collection (UK: Gold) - 2011: Hits |

## Singles
| Jahr | Titel Album                                                       | Höchstplatzierung, Gesamtwochen/‑monate, AuszeichnungChartplatzierungen (Jahr, Titel, Album, Platzierungen, Wochen/Monate, Auszeichnungen, Anmerkungen) | Höchstplatzierung, Gesamtwochen/‑monate, AuszeichnungChartplatzierungen (Jahr, Titel, Album, Platzierungen, Wochen/Monate, Auszeichnungen, Anmerkungen) | Höchstplatzierung, Gesamtwochen/‑monate, AuszeichnungChartplatzierungen (Jahr, Titel, Album, Platzierungen, Wochen/Monate, Auszeichnungen, Anmerkungen) | Höchstplatzierung, Gesamtwochen/‑monate, AuszeichnungChartplatzierungen (Jahr, Titel, Album, Platzierungen, Wochen/Monate, Auszeichnungen, Anmerkungen) | Höchstplatzierung, Gesamtwochen/‑monate, AuszeichnungChartplatzierungen (Jahr, Titel, Album, Platzierungen, Wochen/Monate, Auszeichnungen, Anmerkungen) | Anmerkungen                                                          |
| Jahr | Titel Album                                                       | DE | AT | CH | UK | US | Anmerkungen                                                          |
| ---- | ----------------------------------------------------------------- | --- | --- | --- | --- | --- | -------------------------------------------------------------------- |
| 1968 | Debora My People Were Fair and Had Sky …                          | DE45 (½ Mt.)DE | — | — | UK34 (7 Wo.)UK | — | Erstveröffentlichung: 19. April 1968 als Tyrannosaurus Rex           |
| 1968 | One Inch Rock T. Rex                                              | — | — | — | UK28 (7 Wo.)UK | — | Erstveröffentlichung: 23. August 1968 als Tyrannosaurus Rex          |
| 1969 | King of the Rumbling Spires The Best of T. Rex                    | — | — | — | UK44 (1 Wo.)UK | — | Erstveröffentlichung: 25. Juli 1969 als Tyrannosaurus Rex            |
| 1970 | Ride a White Swan T. Rex Reissue                                  | DE34 (1 Wo.)DE | — | — | UK2 Silber · (20 Wo.)UK | US76 (6 Wo.)US | Erstveröffentlichung: 2. Oktober 1970                                |
| 1971 | Hot Love The Best of T. Rex                                       | DE3 (26 Wo.)DE | AT8 (1 Mt.)AT | CH3 (16 Wo.)CH | UK1 (17 Wo.)UK | US72 (6 Wo.)US | Erstveröffentlichung: 19. Februar 1971                               |
| 1971 | Get It On Electric Warrior                                        | DE3 (18 Wo.)DE | — | CH3 (10 Wo.)CH | UK1 Platin · (14 Wo.)UK | US10 (15 Wo.)US | Erstveröffentlichung: 2. Juli 1971 US-Titel: Bang a Gong (Get It On) |
| 1971 | Jeepster Electric Warrior                                         | DE3 (20 Wo.)DE | — | — | UK2 (15 Wo.)UK | — | Erstveröffentlichung: 13. November 1971                              |
| 1972 | Telegram Sam The Slider                                           | DE4 (14 Wo.)DE | — | CH4 (5 Wo.)CH | UK1 (14 Wo.)UK | US67 (5 Wo.)US | Erstveröffentlichung: 21. Januar 1972                                |
| 1972 | Debora / One Inch Rock My People Were Fair and Had Sky … / T. Rex | — | — | — | UK7 (10 Wo.)UK | — | als Tyrannosaurus Rex                                                |
| 1972 | Metal Guru The Slider                                             | DE1 (20 Wo.)DE | — | — | UK1 (14 Wo.)UK | — | Erstveröffentlichung: April 1972                                     |
| 1972 | Children of the Revolution 20th Century                           | DE4 (19 Wo.)DE | AT7 (2 Mt.)AT | — | UK2 Silber · (10 Wo.)UK | — | Erstveröffentlichung: 8. September 1972                              |
| 1972 | Solid Gold Easy Action 20th Century                               | DE6 (15 Wo.)DE | AT13 (2 Mt.)AT | — | UK2 (11 Wo.)UK | — | Erstveröffentlichung: 1. Dezember 1972                               |
| 1973 | 20th Century Boy 20th Century                                     | DE8 (13 Wo.)DE | — | CH27 (4 Wo.)CH | UK3 Silber · (17 Wo.)UK | — | Erstveröffentlichung: 2. März 1973                                   |
| 1973 | The Groover Great Hits                                            | DE5 (13 Wo.)DE | — | — | UK4 (9 Wo.)UK | — | Erstveröffentlichung: 8. Juni 1973                                   |
| 1973 | Truck On (Tyke) Tanx Reissue                                      | DE17 (7 Wo.)DE | — | — | UK12 (11 Wo.)UK | — | Erstveröffentlichung: 16. November 1973                              |
| 1974 | Teenage Dream Light of Love                                       | DE39 (2 Wo.)DE | — | — | UK13 (5 Wo.)UK | — | Erstveröffentlichung: 28. Januar 1974 Marc Bolan & T. Rex            |
| 1974 | Think Zinc Light of Love                                          | DE47 (1 Wo.)DE | — | — | — | — | Erstveröffentlichung: 30. Mai 1974                                   |
| 1974 | Light of Love                                                     | — | — | — | UK22 (5 Wo.)UK | — | Erstveröffentlichung: 5. Juli 1974                                   |
| 1974 | Zip Gun Boogie Bolan’s Zip Gun                                    | — | — | — | UK41 (3 Wo.)UK | — | Erstveröffentlichung: 1. November 1974                               |
| 1975 | New York City Futuristic Dragon                                   | — | — | — | UK15 (8 Wo.)UK | — | Erstveröffentlichung: 27. Juni 1975                                  |
| 1975 | Dreamy Lady Futuristic Dragon                                     | — | — | — | UK30 (5 Wo.)UK | — | Erstveröffentlichung: 26. September 1975                             |
| 1976 | London Boys Futuristic Dragon                                     | — | — | — | UK40 (3 Wo.)UK | — | Erstveröffentlichung: 20. Februar 1976                               |
| 1976 | I Love to Boogie Dandy in the Underworld                          | — | — | — | UK13 Silber · (9 Wo.)UK | — | Erstveröffentlichung: 11. Juni 1976                                  |
| 1976 | Laser Love Solid Gold                                             | — | — | — | UK41 (4 Wo.)UK | — | Erstveröffentlichung: 17. September 1976                             |
| 1977 | Soul of My Suit Dandy in the Underworld                           | — | — | — | UK42 (3 Wo.)UK | — | Erstveröffentlichung: 11. März 1977 als Tyrannosaurus Rex            |
| 1985 | Megarex I Love to Boogie E.P.                                     | — | — | — | UK72 (9 Wo.)UK | — | Erstveröffentlichung: 19. Mai 1985                                   |
| 1987 | Children of the Revolution (Remix) Best of the 20th Century Boy   | — | — | — | UK90 (2 Wo.)UK | — | Erstveröffentlichung: 22. Februar 1987                               |
| 1987 | Get It On (Remix) Best of the 20th Century Boy                    | — | — | — | UK54 (4 Wo.)UK | — | Erstveröffentlichung: August 1987                                    |
| 2000 | Get It On –                                                       | — | — | — | UK59 (2 Wo.)UK | — | Bus Stop feat. T. Rex                                                |

grau schraffiert: keine Chartdaten aus diesem Jahr verfügbar
Weitere Singles
| - 1969: Pewter Suitor - 1970: By the Light of a Magical Moon - 1972: Chariot Choogle - 1972: Christmas Time (Flexi) - 1973: Blackjack (als Big Carrot) - 1977: Dandy in the Underworld - 1977: Celebrate Summer - 1978: Crimson Moon - 1981: You Scare Me to Death - 1981: Christmas Jingle - 1982: The Wizard - 1982: Christmas Bop | - 1983: Think Zinc (Special Edited Remix) - 1985: Sunken Rags - 1987: Children of the Revolution ’87 Remix - 2007: Telegram Sam (Marc ’n’ Mickey Demo) Autumn ’71 Home Demo - 2008: All at Once - 2012: T. Rex Regeneration – Childlike Men - 2014: Ride a White Swan (BBC TV, Top of the Pops: 12th November 1970) - 2015: Nijinsky Hind - 2015: Conesuala - 2015: Strange Orchestras |

## Videoalben
- 1985: Marc Bolan on Video
- 1991: The Essential Video Collection
- 1994: Born to Boogie (UK: Gold)
- 1998: The Best of MusikLaden Live Double Feature (mit Roxy Music)
- 2002: Back in Business
- 2003: Special Edition EP
- 2005: Born to Boogie (2 DVDs)
- 2006: On T. V.

## Boxsets
| Jahr | Titel                                                                                             | Höchstplatzierung, Gesamtwochen, AuszeichnungChartplatzierungen (Jahr, Titel, Platzierungen, Wochen, Auszeichnungen, Anmerkungen) | Höchstplatzierung, Gesamtwochen, AuszeichnungChartplatzierungen (Jahr, Titel, Platzierungen, Wochen, Auszeichnungen, Anmerkungen) | Höchstplatzierung, Gesamtwochen, AuszeichnungChartplatzierungen (Jahr, Titel, Platzierungen, Wochen, Auszeichnungen, Anmerkungen) | Höchstplatzierung, Gesamtwochen, AuszeichnungChartplatzierungen (Jahr, Titel, Platzierungen, Wochen, Auszeichnungen, Anmerkungen) | Höchstplatzierung, Gesamtwochen, AuszeichnungChartplatzierungen (Jahr, Titel, Platzierungen, Wochen, Auszeichnungen, Anmerkungen) | Anmerkungen |
| Jahr | Titel                                                                                             | DE | AT | CH | UK | US | Anmerkungen |
| ---- | ------------------------------------------------------------------------------------------------- | --- | --- | --- | --- | --- | --- |
| 1972 | Prophets, Seers & Sages: The Angels of the Ages / My People Were Fair and Had Sky in Their Hair … | — | — | — | UK1 (12 Wo.)UK | US113 (12 Wo.)US | Wiederveröffentlichung der beiden Alben von 1968 als Tyrannosaurus Rex, US-Titel: Tyrannosaurus Rex (A Beginning) |
| 1972 | A Beard of Stars / Unicorn                                                                        | — | — | — | UK44 (2 Wo.)UK | — | als Tyrannosaurus Rex                                                                                             |

grau schraffiert: keine Chartdaten aus diesem Jahr verfügbar
Weitere Boxsets
- 1986: History of T.Rex – The Singles Collection 1968–77 (Box mit 4 LPs)
- 1991: All the Hits and More (3 CDs)
- 1991: Anthology (3 CDs)
- 2002: Wax Co. Singles Volume 1 (1972–1974) (Box mit 11 Single-CDs)
- 2002: Wax Co. Singles Volume 2 (1975–1978) (Box mit 11 Single-CDs)
- 2002: 20th Century Superstar (Box mit 4 CDs + Booklet)
- 2003: Solid Gold (Box mit 3 CDs)
- 2004: Total T. Rex 1971–1972 (Box mit 5 CDs + DVD)
- 2006: A Whole Zinc of Finches (als Tyrannosaurus Rex, Box mit 5 CDs + DVD)
- 2007: The Electric Boogie: Nineteen Seventy One (Box mit 5 CDs + DVD)
- 2010: Classics (Box mit 5 CDs)
- 2012: Electric Sevens (Box mit 4 Vinyl-Singles)
- 2014: The Albums Collection (Box mit 10 CDs)

## Sonderveröffentlichungen
Kompilationen
- 1978: The Story of Pop: Marc Bolan & T. Rex (Teil der Reihe The Story of Pop)
- 1981: The Platinum Collection of T. Rex (Teil der Reihe The Platinum Collection)
- 1984: Off the Record with T-Rex (Teil der Reihe Off the Record)
- 1985: Solid Gold Boogie Boy (Teil der Reihe Warwick Reflection Series)
- 1986: Get It On (Teil der Reihe Fame)
- 1988: Starke Zeiten (Teil der Reihe Starke Zeiten)
- 1988: Night Riding (Teil der Reihe Night Riding)
- 1991: Hot Love – T. Rex Best (Teil der Reihe Zounds Best)
- 2007: Colour Collection (Teil der Reihe Colour Collection)
- 2009: Live & Rare Recordings (Teil der Reihe Music Sessions)
- 2009: Get It On (2 CDs) (Teil der Reihe White Collection)

## Statistik

### Chartauswertung
|                     | DE    | AT    | CH    | UK     | US    |
| ------------------- | ----- | ----- | ----- | ------ | ----- |
| Nummer-eins-Alben   | DE—DE | AT—AT | CH—CH | UK2UK  | US—US |
| Top-10-Alben        | DE2DE | AT—AT | CH—CH | UK9UK  | US—US |
| Alben in den Charts | DE7DE | AT—AT | CH—CH | UK22UK | US5US |

|                       | DE     | AT    | CH    | UK     | US    |
| --------------------- | ------ | ----- | ----- | ------ | ----- |
| Nummer-eins-Singles   | DE1DE  | AT—AT | CH—CH | UK4UK  | US—US |
| Top-10-Singles        | DE9DE  | AT2AT | CH3CH | UK11UK | US1US |
| Singles in den Charts | DE14DE | AT3AT | CH4CH | UK28UK | US4US |

### Auszeichnungen für Musikverkäufe
| Goldene Schallplatte - Japan - 2009: für die Single 20th Century Boy (Mobile Downloads) - Neuseeland - 2025: für das Album Electric Warrior - Spanien - 2024: für die Single Get It On | Platin-Schallplatte - Australien - 1982: für das Album Solid Gold – Easy Action , 20 Golden Greats - Neuseeland - 2022: für die Single Get It On |

Anmerkung: Auszeichnungen in Ländern aus den Charttabellen bzw. Chartboxen sind in ebendiesen zu finden.
| Land/RegionAuszeichnungen für Musikverkäufe (Land/Region, Auszeichnungen, Verkäufe, Quellen) | Silber     | Gold       | Platin     | Verkäufe  | Quellen              |
| -------------------------------------------------------------------------------------------- | ---------- | ---------- | ---------- | --------- | -------------------- |
| Australien (ARIA)                                                                            | —          | —          | Platin1    | 50.000    | Einzelnachweise      |
| Japan (RIAJ)                                                                                 | —          | Gold1      | —          | 100.000   | riaj.or.jp           |
| Neuseeland (RMNZ)                                                                            | —          | Gold1      | Platin1    | 37.500    | radioscope.co.nz NZ2 |
| Spanien (Promusicae)                                                                         | —          | Gold1      | —          | 30.000    | elportaldemusica.es  |
| Vereinigte Staaten (RIAA)                                                                    | —          | Gold1      | —          | 500.000   | riaa.com             |
| Vereinigtes Königreich (BPI)                                                                 | 7× Silber7 | 8× Gold8   | 3× Platin3 | 2.905.000 | bpi.co.uk            |
| Insgesamt                                                                                    | 7× Silber7 | 12× Gold12 | 5× Platin5 |           |                      |